# Ryparosa fasciculata
Ryparosa fasciculata är en tvåhjärtbladig växtart som beskrevs av George King. Ryparosa fasciculata ingår i släktet Ryparosa och familjen Achariaceae. Inga underarter finns listade i Catalogue of Life.